# 田栄沢
田 栄沢（チョン・ヨンテク、1894年1月18日 - 1968年1月16日）は朝鮮の小説家であり、牧師。写実主義作家。号は秋湖。田の精神は人道主義であり、善人に対する救いの思想がその底辺にある。一貫して人間を中心にした作品を世に出したヒューマニズムの作家である。

## 略歴
1894年1月18日、平壌城内の社倉洞に生まれる。父は田錫泳で農業経営者、母は康順愛。8人兄妹の三男。5歳から漢文を修め、父が設立した保東学校を13歳で卒業。17歳で京城の官立医学校に入学するも、退学して渡日し、東京の青山学院中学部4年に編入学する。さらに同学院の大学文学部を卒業し、神学部に再入学。この頃、金東仁、朱耀翰、呉天錫らと同人雑誌『創造』を発刊する。1919年、在東京留学生の独立デモに参加し、3月に帰国。4月29日、三崇学校の教師、蔡恵秀と結婚するも、独立運動にかかわっていた容疑で翌日に妻が逮捕されてしまう。蔡恵秀の代わりに三崇学校に赴き、校長になる。1921年に再び渡日、青山学院に復学し1923年に神学部を卒業する。
1930年アメリカに渡り、カリフォルニア州の太平洋神学校に籍を置いて、独立運動団体興士団に加入する。解放後も、牧師活動より執筆に力を注ぎ、1960年には、ソウル市文化賞、翌年は韓国文人協会の初代理事長に就任した。1968年1月16日、交通事故で非業の死を遂げた。金村のキリスト教メソジスト協会墓地に埋葬されている。

## 年譜
- 1894年1月8日、平壌城内の社倉洞に生まれる。
- 1894年6月、日清戦争で平壌城外の西面金呂岱に転居。
- 1901年、保東学校に入学。
- 1907年、平壌の大成学校に入学。
- 1910年、大成学校を中退、三崇学校の教員になる。この年、金昌植牧師から洗礼を受ける。
- 1911年、京城の官立医学校に入学。
- 1912年、渡日。東京の青山学院中学部4年に編入学。
- 1915年、青山学院高等学部文科を経て、大学文学部に入学。
- 1918年、青山学院大学文学部、卒業。同校の神学部に再入学。
- 1918年12月、同人雑誌『創造』を発刊。
- 1919年3月、帰国。
- 1919年4月、蔡恵秀と結婚。
- 1921年、渡日。青山学院神学部に復学。
- 1923年、長女が生まれる。
- 1923年、青山学院神学部を卒業して帰国。ソウル監理教神学校の教授を務める。
- 1927年、ソウルの阿峴教会牧師に任命される。
- 1930年、アメリカ、カリフォルニア州の太平洋新学校に入学。シカゴの興士団に入団。
- 1932年、太平洋神学校を修了して帰国。
- 1933年、黄海道のキリスト教監理教鳳山教会に赴任する。
- 1935年、雑誌『セサラム』を発刊。京城で1937年までキリスト教新聞社の主幹を務める。
- 1938年、平壌ヨハン学校、同女子聖経学校に勤務する。
- 1944年、平壌新里教会での説教が排日的という理由で逮捕される。
- 1945年、開放と同時に朝鮮民主党の文教部長になる。
- 1946年、ソウルの文教部編集局編集官を務める。
- 1947年、1950年まで国立盲唖学校長を務める。
- 1948年、中央神学校で教授を務める。
- 1949年、監理教神学校で教授を務める。
- 1952年、渡日。在日本東京韓国福音新聞主幹。
- 1954年、1961年まで大韓基督教文書出版教会、基督教書会編集局長。
- 1960年、ソウル市文化賞、受賞。
- 1961年、韓国文人協会初代理事長を務める。
- 1963年8月15日、大韓民国文化褒章を受章。キリスト教啓明教会長。
- 1968年1月16日、交通事故で逝去。

## 作品一覧

### 短篇小説
- 天痴냐 天才냐(1919)
- 運命(1919)
- 독약을 마시는 女人(1920)
- K와 그 어머니의 죽음(1921)
- 寫眞(1925)
- 화수분(1925)
- 흰닭(1925)
- 홍련과 백련(1925)
- 바람부는 저녁(1927)
- 후회(1929)
- 男妹(1940)
- 첫미음(1940)
- 소(1948)
- 크리스마스 새벽(1948)
- 하늘을 바라보는 女人(1949)
- 김탄실과 그 아들(1955)
- 외로움(1955)
- 집(1957)
- 돌팔이와 그 아내(1959)
- 해바라기(1959)
- 금붕어(1959)
- 한 마리 양(1959)
- 눈내리는 오후(1959)
- 크리스마스前夜의 風景(1960)
- 방황(1960)
- 차돌멩이(1961)
- 새일파이(1964)
- 말없는 사람(1964)

### 中・長篇小説
- 生命의 봄(1921)
- 靑春曲(1940)